# Jean-François Pilâtre de Rozier
Jean-François Pilâtre de Rozier (Metz, 30 marzo 1754 – Wimille attualmente Wimereux vicino a Boulogne-sur-Mer, 15 giugno 1785 nel primo incidente aereo della storia) è stato un pioniere dell'aviazione, fisico, chimico, e aerostiere francese.
La sua mongolfiera ebbe un grave incidente vicino a Wimereux, nel Passo di Calais, durante il tentativo di attraversamento del canale della Manica, entrando nella storia come il primo incidente aereo documentato.

## Biografia

### I primi anni
Nacque a Metz, il quarto figlio di Magdeleine Wilmard e Mathurin Pilastre, conosciuto anche come "du Rosier", un ex-soldato che cambiò mestiere per fare l'oste. I suoi interessi nella chimica medica vennero suscitati nell'ospedale militare della sua città, un importante guarnigione di presidio sul confine francese.
Si trasferì a Parigi all'età di 18 anni, dove imparò fisica e chimica in accademia a Reims. Venne incaricato di occuparsi del gabinetto di chimica del conte di Provenza, fratello minore del re di Francia, Luigi XVI. Nel 1781 creò un museo tecnico dove effettuò molti esperimenti.

### Pioniere del volo

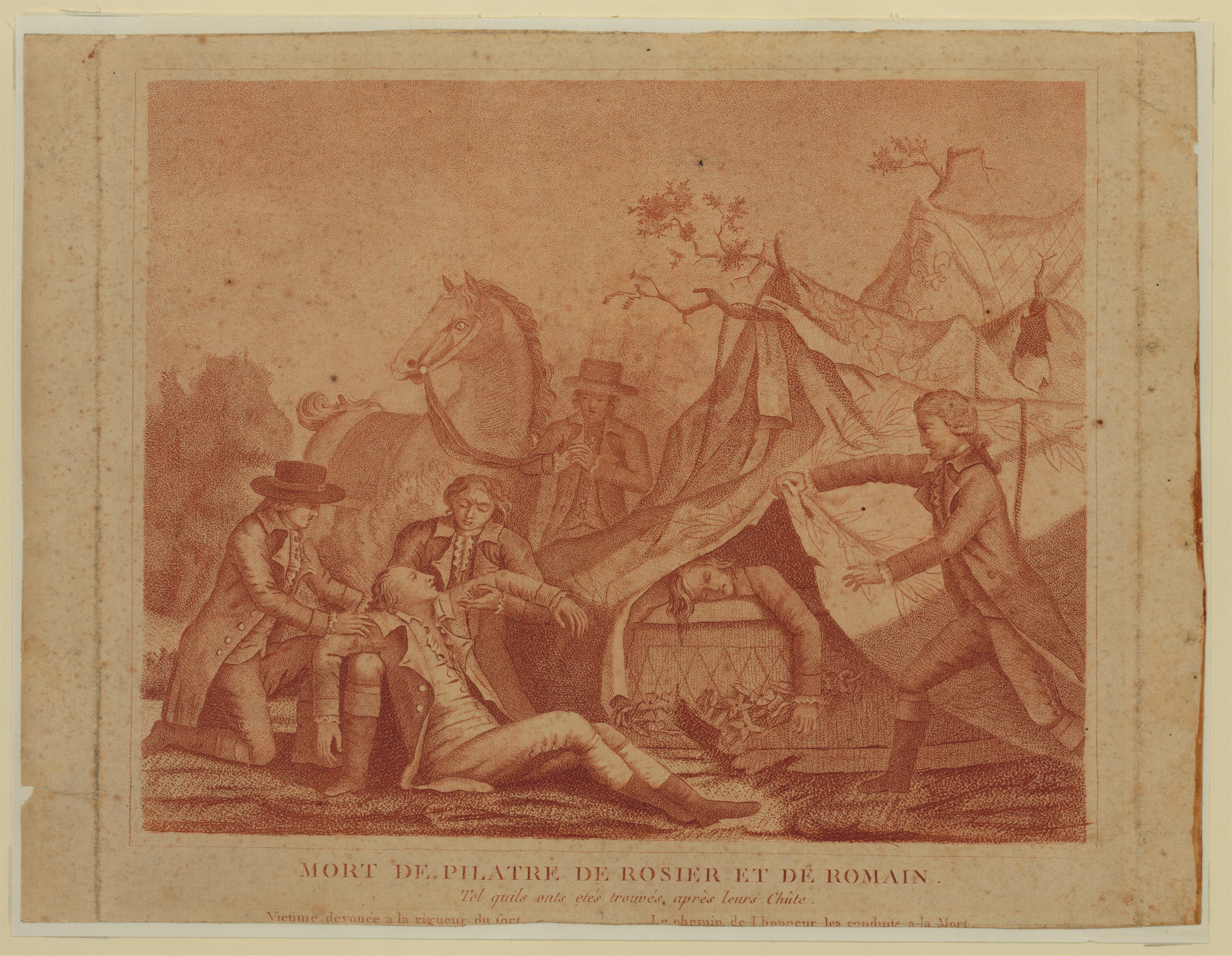
La morte di Pilâtre de Rozier e di Pierre Romain.

Nel giugno 1783 ebbe modo di assistere al volo del pallone dei fratelli Montgolfier. Il 19 settembre, era presente ai voli senza funi di vincolo di palloni con una pecora, un galletto e un'anatra dal cortile di fronte al palazzo di Versailles. Dopo alcuni test in ottobre, fu il protagonista del primo volo umano della storia il 21 novembre 1783, accompagnato dal marchese d'Arlandes. Nel corso del loro volo di 25 minuti su di una mongolfiera (pallone ad aria calda), viaggiarono per 12 chilometri dal Château de la Muette a Butte-aux-Cailles, all'epoca in periferia di Parigi, raggiungendo una altezza di 1 000 metri.
Fu uno dei sei passeggeri, insieme a Joseph Montgolfier, di un secondo volo il 19 gennaio 1784, con un gigantesco pallone battezzato Le Flesselles partito da Lione. Mise a punto un particolare tipo di aerostato, detto mongolfiera di Rozier. Si trattava di un ibrido che traeva la spinta ascensionale sia dall'aria calda che da un gas più leggero dell'aria. Rozier aggiunse ad un pallone ad idrogeno una camera separata che poteva venir alimentata con aria calda.
Morì durante un tentativo di traversata della Manica compiuto in direzione verso l'Inghilterra, in direzione contraria ai venti dominanti. Il pallone sul quale erano Rozier e Pierre-Ange Romain precipitò per cause non ben accertate per trecento metri, ma si escluse l'esplosione dell'idrogeno. I due divennero le prime vittime di incidente aereo della storia.

## Galleria d'immagini

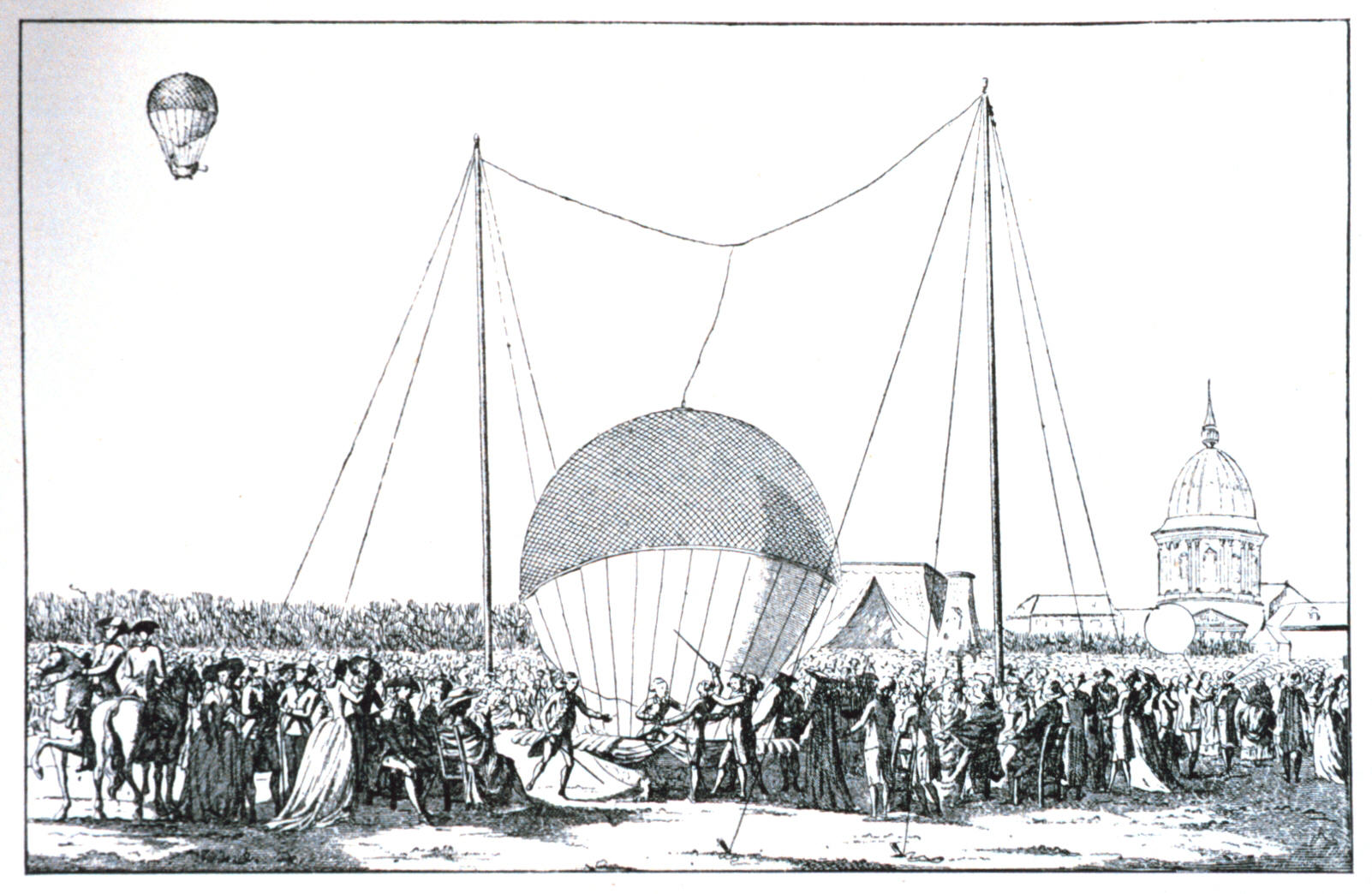
Prima ascensione in mongolfiera con equipaggio il 15 ottobre 1783 ad un'altezza di 25 metri
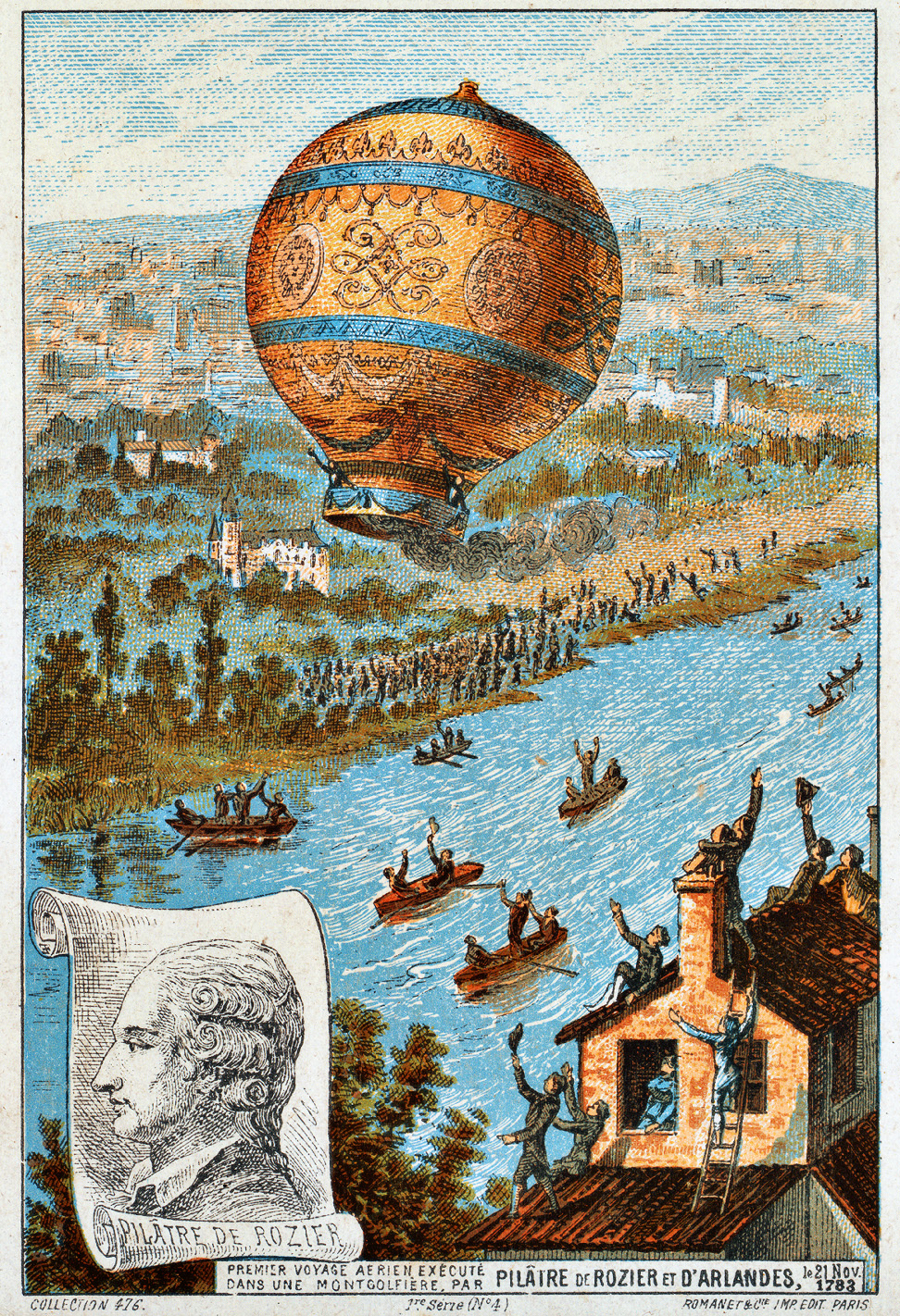
Prima ascensione in mongolfiera il 21 novembre 1783
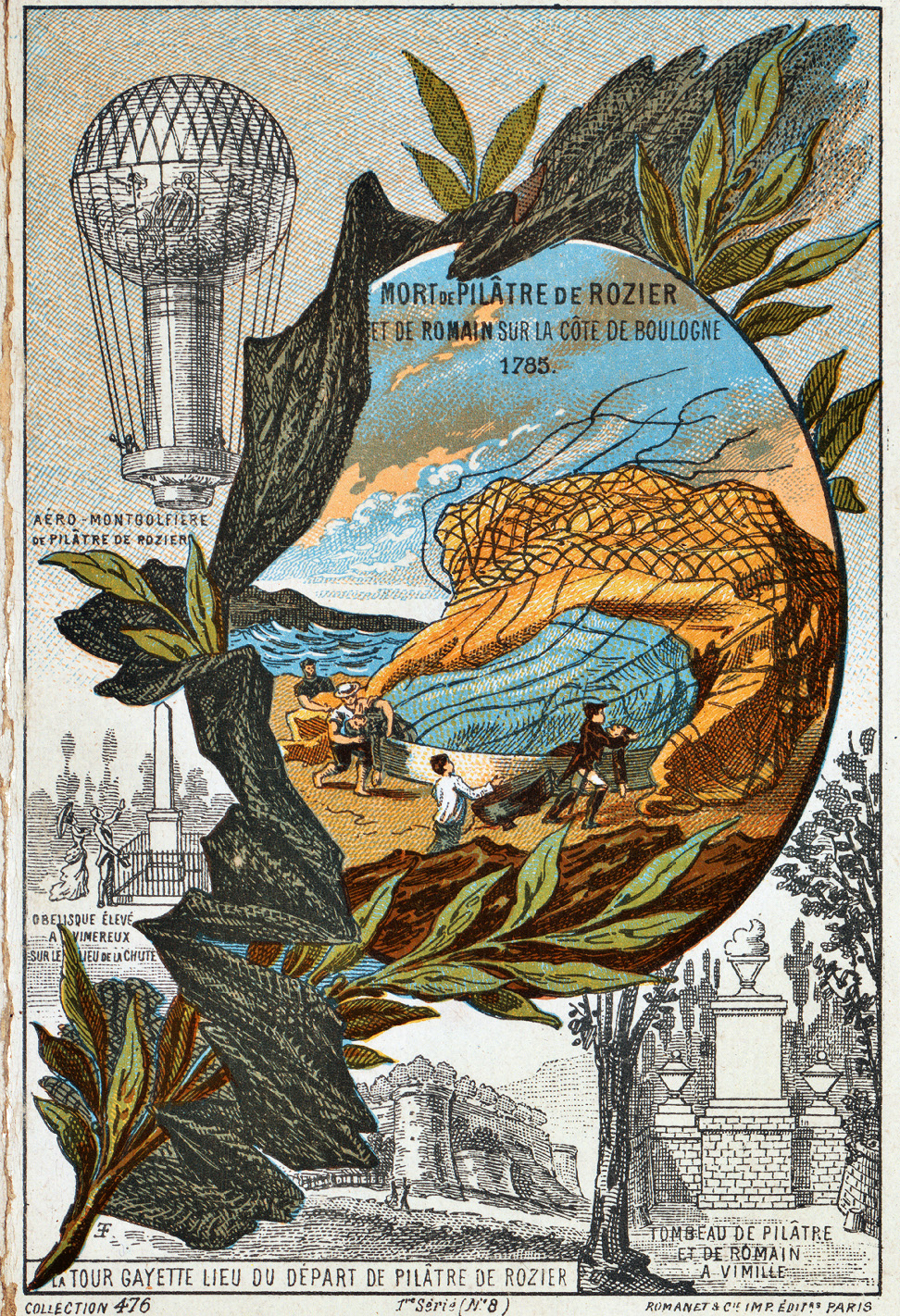
Lo schianto mortale del 15 giugno 1785